# Jarvis Threatt
Jarvis Threatt, né le 3 avril 1993, est un joueur américain de basket-ball. Il évolue aux postes de meneur et d'arrière. 